# Bainbridge Island
Bainbridge Island az Amerikai Egyesült Államok északnyugati részén, Washington állam Kitsap megyéjében, a Bainbridge-szigeten elhelyezkedő város. A 2010. évi népszámlálási adatok alapján 23 025 lakosa van.
A városban hét közoktatási intézmény működik. A képviselőtestület hét tagját négy évre választják; az adminisztrációs feladatokért 2009 májusa óta városmenedzser felel.

## Történet
A mai Bainbridge-szigeten egykor a suquamish indiánok kilenc falva terült el.
1792-ben George Vancouver, az HMS Discovery kapitánya a sziget déli részéhez érkezett. Mivel a férfi nem találta meg az Agate-szorost, térképei a régiót félszigetként jelölik. Vancouver a Restoration-csúcsot II. Károly angol király száműzetésből való visszatérésének tiszteletére nevezte el.
1841-ben Charles Wilkes a szigetet William Bainbridge, a USS Consitution kapitányának tiszteletére Bainbridge-re keresztelte. A régió cédrusokban gazdag, amelyet az első telepesek hajóépítéshez használtak. A megye székhelye ekkor az északra fekvő Port Madison volt. Az 1855-ös egyezmény értelmében a suquamish törzs tagjai a Port Madison rezervátumba költöztek.
Japán bevándorlók először 1883-ban érkeztek a szigetre. A csoportot a második világháborúban a kémkedéstől való félelem miatt internálták; ennek a 2011-ben emelt American Exclusion Memorial állít emléket. A háború alatt a helyi földeken Fülöp-szigeteki munkások dolgoztak.
1947. augusztus 9-én a sziget egészét Winslow-hoz csatolták; a terület 1991. február 28-a óta Bainbridge Island része. Az 1960-as évek óta a helység Seattle alvóvárosa; a nagyváros komppal közelíthető meg.

## Éghajlat
A város éghajlata mediterrán (a Köppen-skála szerint Csb).
| Hónap                         | Jan.  | Feb.  | Már. | Ápr. | Máj. | Jún. | Júl. | Aug. | Szep. | Okt. | Nov.  | Dec.  | Év    |
| ----------------------------- | ----- | ----- | ---- | ---- | ---- | ---- | ---- | ---- | ----- | ---- | ----- | ----- | ----- |
| Rekord max. hőmérséklet (°C)  | 17,8  | 21,7  | 27,2 | 32,2 | 33,3 | 36,7 | 37,2 | 38,3 | 37,2  | 30,0 | 23,3  | 22,8  | 38,3  |
| Átlagos max. hőmérséklet (°C) | 8,3   | 9,4   | 12,2 | 15,0 | 18,3 | 21,1 | 24,4 | 25,0 | 21,7  | 15,6 | 10,6  | 7,2   | 15,8  |
| Átlagos min. hőmérséklet (°C) | 2,2   | 1,7   | 3,3  | 5,0  | 7,8  | 10,6 | 12,2 | 12,8 | 10,0  | 6,7  | 3,9   | 1,1   | 6,5   |
| Rekord min. hőmérséklet (°C)  | −10,6 | −11,1 | −7,2 | −8,9 | −2,8 | 2,8  | 3,9  | 2,2  | −1,1  | −2,8 | −12,2 | −13,9 | −13,9 |
| Átl. csapadékmennyiség (mm)   | 226   | 158   | 151  | 91   | 62   | 43   | 21   | 26   | 39    | 124  | 239   | 256   | 1436  |
| Forrás: The Weather Channel   |       |       |      |      |      |      |      |      |       |      |       |       |       |

## Népesség
A 2010-es népszámláláskor a városnak 23 025 lakója, 9470 háztartása és 6611 családja volt. A népsűrűség 321,9 fő/km2. A lakóegységek száma 10 584, sűrűségük 148 db/km2. A lakosok 91%-a fehér, 0,4%-a afroamerikai, 0,5%-a indián, 3,2%-a ázsiai, 0,2%-a a Csendes-óceáni szigetekről származik, 0,7%-a egyéb, 3,9%-a pedig kettő vagy több etnikumú. A spanyol vagy latino származásúak aránya 3,9% (   )
A háztartások 31,9%-ában élt 18 évnél fiatalabb. 60,2% házas, 7,1% egyedülálló nő, 2,6% egyedülálló férfi, 30,2% pedig nem család. 25,1% egyedül élt; 10,6%-uk 65 éves vagy idősebb. Egy háztartásban átlagosan 2,41 személy élt; a családok átlagmérete 2,88 fő.
A medián életkor 47,7 év volt. A város lakóinak 23,7%-a 18 évesnél fiatalabb, 4,1% 18 és 24 év közötti, 17,5%-uk 25 és 44 év közötti, 38%-uk 45 és 64 év közötti, 16,4%-uk pedig 65 éves vagy idősebb. A lakosok 48,3%-a férfi, 51,7%-a pedig nő.

## A kultúrában
- A David Guterson Snow Falling on Cedars című regényében megjelenő San Piedro-sziget a Bainbridge-szigeten alapul.[23]
- Michael Crichton Disclosure című regényének főszereplője és családja a városban él. A könyv filmadaptációjának egyes jeleneteit Bainbridge Islandben vették fel.[24]
- A That Thing You Do! című film epilógusában a főszereplők Bainbridge Islandbe költöznek.[25]
- Bainbridge Island megjelenik a Island Life sorozat tizenötödik évadának első epizódjában.[26]

## Nevezetes személyek
- Al Conti, zeneszerző[27]
- Andrew Wood, énekes[28]
- Ben Shepherd, a Soundgarden basszusgitárosa[29]
- Bill Frisell, zenész[30]
- Brendan Hill, zenész[31]
- Bruce Barcott, író[32]
- Chad Channing, a Nirvana dobosa[33]
- Chris Kattan, színész[34]
- Damien Lawson, az Awaken the Empire énekese[35]
- Dav Pilkey, író[36]
- David Guterson, író[37]
- David Korten, közgazdász és író[38]
- Dinah Manoff, színész[39]
- Dove Cameron, színész és énekes[40]
- Ed Viesturs, hegymászó[41]
- Elizabeth Mitchell, színész[42]
- Emily Silver, olimpikon úszó[43]
- Frank Buxton, színész[44]
- Garin Wolf, drámaíró[45]
- Garrett Madison, hegymászó[46]
- Gifford Pinchot III, író és vállalkozó[47]
- Jack Olsen, író[48]
- Jane F. Barry, író[49]
- Jay Inslee, Washington állam kormányzója[50]
- Jon Brower Minnoch, a világ legnehezebb embere[51]
- John Henry Browne, ügyvéd[52]
- John Perkins, író[53]
- Jonathan Evison, író[54]
- Kiel Reijnen, kerékpárversenyző[55]
- Kristin Hannah, író[56]
- Laura Allen, színész[57]
- Leeann Chin, restaurátor, a Leeann Chin étteremlánc alapítója[58]
- Marcel Vigneron, séf[59]
- Meg Greenfield, véleménycikk-szerző[60]
- Michael Trimble, tenor[61]
- Paul Brainerd, üzletember[62]
- Russell Johnson, színész[63]
- Susan Wiggs, író[64]
- Tori Black, pornószínész és modell[65]

## Testvérvárosok
A település testvérvárosai:
- Nantes, Franciaország
- Ometepe, Nicaragua

## Fordítás
Ez a szócikk részben vagy egészben  a   Bainbridge Island, Washington című angol Wikipédia-szócikk ezen változatának fordításán alapul.  Az eredeti cikk szerkesztőit annak laptörténete sorolja fel. Ez a jelzés csupán a megfogalmazás eredetét és a szerzői jogokat jelzi, nem szolgál a cikkben szereplő információk forrásmegjelöléseként.